# Marrageddon Festival
Il Marrageddon Festival è stato un festival tenuto dal rapper Marracash il 23 settembre 2023 a Milano e il 30 settembre 2023 a Napoli, per celebrare la sua carriera e il rap italiano e il percorso che il genere ha fatto negli anni.
L'evento, ospitato all'Ippodromo La Maura di Milano e all'Ippodromo di Agnano è stato il primo festival del rap organizzato in Italia.

## Storia
L'ultimo concerto live di Marracash risale al 16 ottobre 2022 al Nelson Mandela Forum di Firenze, in occasione del Persone Tour. Le due date del festival sono state le prime e le uniche due esibizioni dal vivo per il rapper nel 2023.
Il 9 dicembre 2022, in occasione dell'uscita della versione deluxe del suo ultimo album Noi, loro, gli altri e del nuovo singolo Importante, Marracash ha annunciato il suo unico appuntamento live del 2023, il Marrageddon, primo festival dedicato al rap mai organizzato in Italia, composto da due date: Milano e Napoli, le "due capitali del rap italiano". 
Alle ore 18:00 del giorno stesso vengono aperte le vendite dei biglietti per entrambe le date.
A fine aprile 2023 i biglietti venduti erano 50 mila per la data di Milano e 20 mila per quella di Napoli, per un totale di 70 mila venduti. Il 28 aprile il rapper ha annunciato le due line up iniziali degli artisti che sarebbero saliti sul palco prima del suo arrivo. Tre mesi dopo comunica la partecipazione di altri artisti nelle due date, mentre qualche giorno dopo pubblica la scaletta finale, salvo la partecipazione di ospiti a sorpresa, con l'aggiunta di Anna e Miles a Milano e di Ernia a Napoli.

## Scaletta

### 23 settembre 2023, Milano (Ippodromo La Maura)
La scaletta definitiva prevedeva l'inizio del festival alle ore 16.00, mentre l'esibizione di Marracash a partire dalle 21:15.
- Radio Deejay, Radio m2o e Wad
- DJ Ty1, DJ Zak - #HipHop50
- Kid Yugi
- Miles
- Anna
- Paky
- Shiva
- Fabri Fibra (con DJ Double S)
- Salmo
- Marracash, Guè - Santeria set
- Marracash

Gli artisti ospiti sul palco non in programma sono stati:
- Tony Boy - alcuni brani con Kid Yugi
- Ensi, Nerone - alcuni brani dal joint album Brava gente
- Artie 5ive - Anelli e collane con Anna
- Tedua - alcuni brani dall'album La Divina Commedia
- Noyz Narcos - brano inedito Respira con Salmo e Marracash dal joint album CVLT
- Mahmood - solista nel brano Io e Crazy Love con Marracash
- Blanco - Nemesi con Marracash
- Madame - L'anima con Marracash
- Lazza - SPORT + muscoli (RMX) con Marracash e Paky

Musicisti
- Cristobal Campos - voce (tenore) in Pagliaccio
- Claudio Guarcello - pianoforte in Crudelia - I nervi

### 30 settembre 2023, Napoli (Ippodromo di Agnano)
- Radio Deejay, Radio m2o, Wad
- DJ Ty1, DJ Zak - #HipHop50
- Nayt
- Madame
- Ernia
- Geolier
- Lazza
- Marracash, Guè - Santeria set
- Marracash

Gli artisti ospiti sul palco non in programma sono stati:
- Tony Boy
- Tananai - solista nel brano Laurea ad honorem

Musicisti
- Cristobal Campos - voce (tenore) in Pagliaccio
- Claudio Guarcello - pianoforte in Crudelia - I nervi

## Caratteristiche tecniche
All'interno dell'Ippodromo La Maura è stata allestita una struttura alta quasi 30 metri e larga quasi 100 metri, composta da più palchi e diversi mega schermi.

## Pubblico
Per il concerto del 23 settembre 2023 sono stati venduti oltre 84.000 biglietti. Mentre per quello del 30 settembre saranno 55.000 i presenti.
La platea per il pubblico a Milano era suddivisa in tre aree (Pit 1/Gold Package, Pit 2 e Pit 3), contraddistinte da differenti colori (rosso, giallo e verde) e biglietti con prezzo differenziato (69 € / 89 €, 59 € e 49 €, compresi diritti di prevendita e commissioni). A Napoli saranno invece tre le zone (Gold, Red e Green Zone) con prezzo differenziato.
L'apertura dei cancelli a Milano era prevista per le 14:30 del 23 settembre, ma a causa del maltempo l'effettiva apertura è avvenuta dopo le ore 15:00.

## Logistica
In occasione del concerto sono stati potenziati i servizi di trasporto pubblico, specialmente le linee 1 e 5 della Metropolitana di Milano con un prolungamento anche dell'orario di chiusura all'1:00 del 24 settembre. Per motivi di ordine pubblico invece legati agli spostamenti dei tifosi dallo stadio San Siro, per la partita tra Milan e Verona, e quelli del pubblico del concerto, tra le 16:30 e le 18:30 non era disponibile la linea M5 con destinazione San Siro.

## Copertura mediatica
Il concerto è stato trasmesso integralmente in diretta, con sulla piattaforma di Twitch tramite il canale di Amazon Music, il pre-show è stato condotto dagli streamer/youtuber Homyatol e Panetty. Il concerto è stato altresì seguito dalle radio ufficiali del concerto: Radio Deejay e Radio m2o.